# Maison de Cloche
La maison de Cloche, dite aussi maison Cazaulx,  est un hôtel particulier du XVIIIe siècle situé à Mont-de-Marsan, chef-lieu du département français des Landes.

## Présentation
La maison de Cloche est situé aux n° 11 à 15 rue Armand-Dulamon, à l'angle avec la rue Dominique-de-Gourgues, dans le centre historique de la ville.

### Architecture
L'édifice conserve son cachet extérieur, avec un balcon d'angle orné d'une ferronnerie caractéristique du XVIIIe siècle. Un document daté de 1777 signale la « permission donnée à M Calzaulx de reconstruire la maison qu'il possède à Mont-de-Marsan ayant façade sur les rues du Château-Vieux et de la Porte-Campet, à charge d'arrondir l'angle d'icelle ». On peut donc supposer que l'angle de l'immeuble a été modifié à cette époque avec ajout au premier étage d'un balcon à encorbellement.

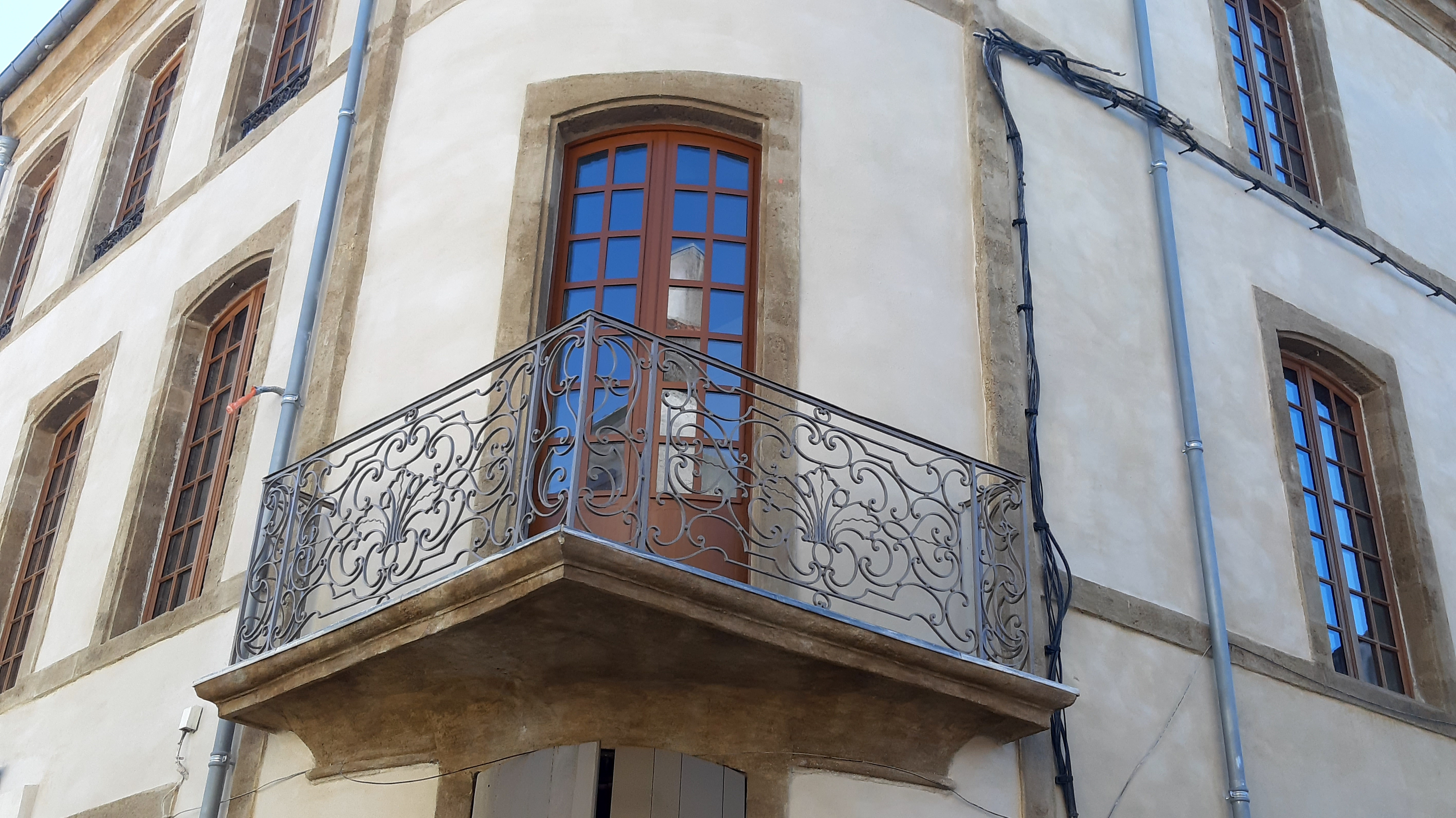
Balcon d'angle orné d'une ferronnerie.

L'ornementation intérieure de cet immeuble a malheureusement été mutilée au cours des ans. Quelques décors en stuc subsistants permettent de supposer qu'il existait au XVIIIe siècle dans cette maison noble un décor particulièrement soigné. Des panneaux de reliefs en stuc notamment évoquent les quatre saisons et la cheminée est ornée de scènes à la gloire du travail agricole sous la forme de trophées.

### Historique
Cette maison appartient au XVIIIe siècle à la famille de Cloche dont on remarque sur la porte d'entrée les armes parlantes sculptées dans le bois représentant des cloches surmontées d'un cœur.

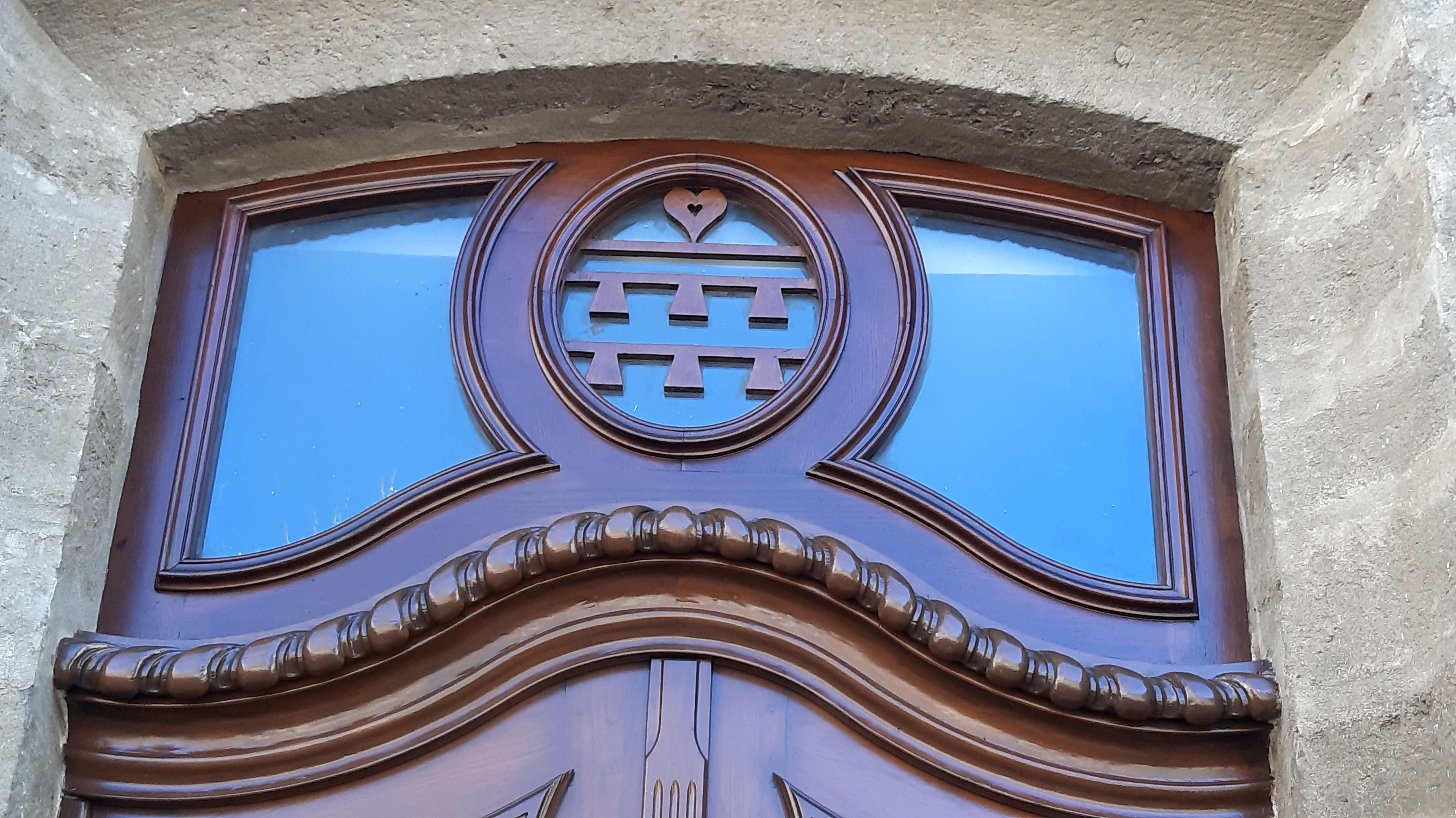
Armes parlantes au-dessus de la porte d'entrée représentant des cloches surmontées d'un cœur.

Elle devient par la suite propriété du docteur Louis Cazaulx, issu d'une famille ancienne de la bourgeoisie, connue dès la fin du XVIe siècle à Mont-de-Marsan, dont les garçons sont en général médecins ou religieux. La propriété appartient toujours à sa veuve au début du XIXe siècle. Ce sont sans doute ses héritiers qui la cèdent au pharmacien-chimiste Étienne Dive, qui y crée une pharmacie en 1816. À son décès, son fils Hippolyte, pharmacien lui aussi, en hérite. Elle passe ensuite à la fille de ce dernier, Marie-Victoire, qui épouse à Mont-de-Marsan le 5 septembre 1875 Gaston de Lostalot-Bachoué, également pharmacien et qui succède à son beau-père.
En 1936, au décès de Marie-Victoire Dive, l'immeuble devient propriété de son neveu, Jacques de Lostalot-Bachoué, qui le revend quelques années plus tard au docteur Émile Brouqueyre, tout en y conservant la pharmacie qu'il dirige pendant près d'un demi-siècle. Cette pharmacie reste en exploitation sans discontinuité en ce même lieu pendant plus de deux siècles jusqu'en mars 2024, date à laquelle elle déménage de l'autre côté de la rue Dominique-de-Gourgues. Elle détenait jusqu'alors le record de longévité de la ville d'une même activité professionnelle ininterrompue en un même bâtiment.